# 瓦西里夫卡 (斯尼胡里夫卡市鎮)
47°4′26″N 32°51′24″E / 47.07389°N 32.85667°E
瓦西里夫卡（烏克蘭語：Василівка）是位於烏克蘭南部的村莊，由尼古拉耶夫州巴什坦卡區的斯尼胡里夫卡市鎮負責管轄。該村面積1.05平方公里，海拔高度11米，2001年人口829，人口密度每平方公里789.5人。